# Clematepistephium smilacifolium
Clematepistephium smilacifolium ist die einzige Art der Pflanzengattung innerhalb der Familie der Orchideen (Orchidaceae). Sie kommt ausschließlich auf der Insel Neukaledonien vor.

## Beschreibung

### Vegetative Merkmale
Clematepistephium smilacifolium ist eine immergrüne Liane, die mit windender Sprossachse bis ins Kronendach klettert. Sie wurzelt in der Humusschicht mit langen, dicken und spröden Wurzeln, die nur an der Basis der Sprossachse erscheinen. Junge Pflanzen wachsen aufrecht, aber noch nicht kletternd. Bei älteren Pflanzen sind die Internodien auf 10 bis 22 Zentimeter verlängert, bei einem Durchmesser der Sprossachse von 0,3 bis 0,5 Zentimetern. Die Sprossachsen können eine Länge von mehr als 8 Metern erreichen, sie sind verzweigt, an der Basis sind ältere Pflanzen etwas verholzt. Im Gegensatz zu den verwandten Lianen aus der Gattung Vanilla klettern sie nicht mit Hilfe von Luftwurzeln, sondern winden sich um die jeweilige Stütze.
Die wechselständig an der Sprossachse anordneten Laubblätter sind in Blattstiel und -spreeite gegliedert. Der 1 bis 2,5 Zentimeter lange Blattstiel der umfasst mit seiner Basis die Sprossachse. Die einfache, ledrige Blattspreite ist bei einer Länge von 10 bis 22 Zentimetern sowie bei Breite von 4 bis 10 Zentimetern oval bis lanzettlich mit gerundeter Basis und leicht ausgezogenem, aber stumpfem oberen Ende. Die deutlich sichtbare Blattaderung ist netzförmig.

### Generative Merkmale
Die Blütezeit reicht von Dezember bis Februar. Am Ende der Sprossachse und in Blattachseln befinden sich der wenig verzweigte, traubige Blütenstand, der drei bis 17 Blüten enthält. Die Blätter an blühenden Sprossteilen werden zum oberen Ende hin sukzessive kleiner. Die Tragblätter sind bei einer Länge von etwa 0,2 Zentimetern dreieckig mit spitzem oberen Ende. Der dreikammerige Fruchtknoten ist auf der Oberfläche längsgerippt und an am oberen Ende ganz leicht kelchförmig aufgeweitet. Die dunkelroten Blüten weisen einen Durchmesser bis zu 4 Zentimetern auf. Die Blütenhüllblätter sind frei. Die drei Sepalen sind bei einer Länge von bis zu 3,4 Zentimetern elliptisch. Die ebenfalls elliptischen Petalen sind nicht weit ausgebreitet, auf der Rückseite sind sie gekielt. Die Lippe ist dreilappig, wobei der vordere Lappen nochmals zweigeteilt ist. Längs der Lippe verläuft mittig eine Reihe mit starren Haaren und zur Basis hin gerichteten Schuppen. Die Säule ist lang und gebogen, an ihrem Ende trägt sie das um mehr als 90° gegenüber der Säulenachse gebogene Staubblatt. Das Staubblatt wird kapuzenförmig von Gewebe der Säule umgeben (Klinandrium), welches seitlich flügelartig bis neben die Narbe hinabreicht. Der Pollen im zweikammrigen Staubblatt liegt als freie, nicht zusammengeklebte, einzelne Pollenkörner vor.
Die Kapselfrucht ist länglich, mit sechs längs verlaufenden Rippen. Die Samen besitzen einen rings um den Embryo verlaufenden Flügel.

## Verbreitung
Clematepistephium smilacifolium ist ein Endemit Neukaledoniens. Die Pflanzenexemplare wachsen auf der ganzen Insel in Höhenlagen von 150 bis 1200 Metern in feuchten Wäldern.

## Systematik und botanische Geschichte
Clematepistephium smilacifolium wurde 1877 von Heinrich Gustav Reichenbach als Epistephium smilacifolium in Linnaea, Band 41, Teil 1, Seite 65 erstbeschrieben. Nicolas Hallé stellte 1977 eine eigene Gattung namens Clematepistephium für diese Art in Flore de la Nouvelle-Calédonie et Dépendances, Band 8, Seite 403 als Clematepistephium smilacifolium (Rchb. f.) N.Hallé auf. Der Gattungsname Clematepistephium setzt sich aus clema für, „Ranke“ und Epistephium, der vorherigen Gattungsbezeichnung für diese Pflanzenart, zusammen. Das Artepitheton smilacifolium vergleicht die Blätter mit denen der Gattung Smilax.
Clematepistephium smilacifolium wird in die Tribus Vanilleae innerhalb der Unterfamilie Vanilloideae eingeordnet. Schwestertaxon ist die ebenfalls auf Neukaledonien beschränkte Eriaxis rigida, diese beiden bilden gemeinsam das Schwestertaxon zur südamerikanischen Gattung Epistephium.

## Weiterführendes
- Liste der Orchideengattungen